# أفالون (جورجيا)
أفالون (بالإنجليزية: Avalon, Georgia)‏ هي بلدة تقع في مقاطعة ستيفينز، جورجيا بولاية جورجيا في الولايات المتحدة. تبلغ مساحتها 4.6 (كم²)، وترتفع عن سطح البحر 281 م، بلغ عدد سكانها 213 نسمة في عام 2010 حسب إحصاء مكتب تعداد الولايات المتحدة وتصل الكثافة السكانية فيها 60.4 نسمة/كم2.

## وصلات خارجية
- The US50 - Cities and Towns in Georgia State
- Georgia Cities and Towns, Facts, Map, Flag, Colleges, Government, and More